# Fieravecchia

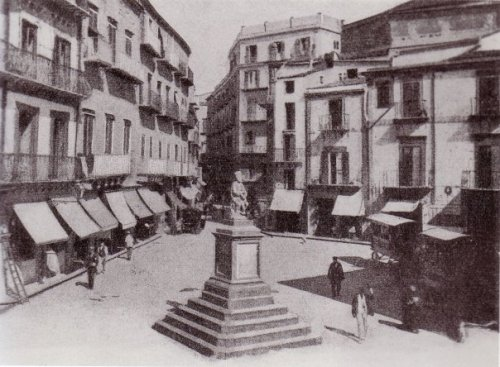
La Fieravecchia nel 1901

La Fieravecchia è una zona del centro storico di Palermo.

## Topografia e storia
Si sviluppa attorno alla centralissima Piazza Rivoluzione, famosissima per la fontana con il simbolo cittadino del genio di Palermo.  Il quartiere ha una serie di stretti ed antichi assi viari (per lo più stretti vicoli). L'architettura di molti edifici del antico quartiere, e della famosa fontana risalgono al XVI secolo. Il quartiere storico fu più volte nella storia al centro di sommosse popolane, e nel 1860 vi si acclamò festosamente l'arrivo di Giuseppe Garibaldi nel capoluogo e vi s'iniziò l'insurrezione di Palermo. Poco distante si trova la stazione centrale.

## Fieravecchia oggi
Oggi il quartiere si è quasi del tutto fuso con la zona della Kalsa. Di notte, quelli che fino pochi anni fa erano vecchi magazzini in disuso del centro storico sono diventati locali notturni, pub, e birrerie che hanno favorito lo sviluppo della vita giovanile e notturna in zona. Inoltre la zona è nota per gli ultimi berrettifici, cioè artigiani e venditori di cappelli della città.

## Curiosità
- Il quartiere è uno degli ultimi del centro storico a Palermo che conserva le strade con basoli. Le auto al passaggio, provocano un rumore tipico delle ruote che percuotono questa "pavimentazione stradale".